# Albert Langen

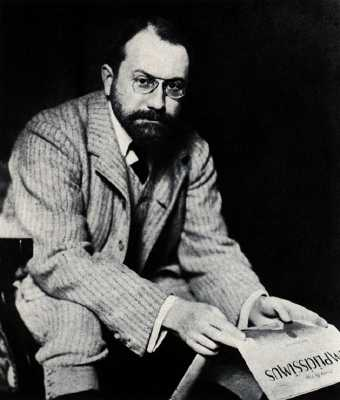
Albert Langen

Albert Langen (Antwerpen, 8 juli 1869 - München, 30 april 1909) was uitgever van beroep en met Thomas Theodor Heine oprichter van het Münchense satirische blad Simplicissimus. Vele bekende schrijvers zoals Frank Wedekind, Hermann Hesse, Ludwig Thoma en Jakob Wassermann konden hun werk bij Langen laten verschijnen. Langen publiceerde verschillende auteurs, uit of verwant met de Friedrichshagener Kreis, zoals Wedekind en  Knut Hamsun.